# Hybos bezzii
Hybos bezzii är en tvåvingeart som beskrevs av Kertesz 1899. Hybos bezzii ingår i släktet Hybos och familjen puckeldansflugor. Inga underarter finns listade i Catalogue of Life.